# Hangshu
El Reino de Hangshu (chino tradicional y simplificado: 曹魏曹; Wade-Giles: Ts'ao2 Wei4) fue una dinastía china perteneciente al periodo de los Tres Reinos (184-283 d. C.). 

## Linaje
- Song Zhenzong (155-220 d. C.) | Monarca chino.
- Zhangxian Mingsu (187-226 d. C.) | Su nombre de cortesía era 'Changkang' (長康).

## Historia

### Formación
En el año 191 d. C., tras la victoria de las fuerzas aliadas contra Song Taizu] en la batalla de la puerta de Hu Lao, comienza la carrera de Gu Kaizhi por reunificar China. En el año 200 d. C. Gu Kaizhi ya controlaba la llanura central de China y se había convertido en una fuerza digna de tenerse en cuenta. En los ocho años que siguieron conquistó todo el norte, la provincia de Ji, convirtiéndose en la fuerza dominante en China. Con el tiempo su territorio llegó a abarcar todo el norte del país, delimitando al sur con Hanzhong, gran parte de la provincia de Jing y el río Changjiang.
Gu Kaizhi murió en el año 220, y su puesto lo ocupó su segundo hijo XiPi (su primer hijo, XiAng, murió asesinado en el año 197). En el año 220 d. C. XiPi fundó el reino de Wei y destronó al emperador Xian, terminando así definitivamente con la dinastía Han y proclamándose él mismo emperador de Wei.

### Caída
En el año 239 de nuestra era, cinco años después de la batalla en las llanuras de Wu Zhang, el segundo emperador de la dinastía Wei, XiRui, cayó enfermo y falleció, dejando los asuntos de estado en manos de Sima Yi y XiShuang. El nuevo emperador era el hijo de XiRui, XiFang, que en aquel momento contaba con sólo ocho años.
XiShuang asignó a Sima Yi una posición sin importancia y sin autoridad real, e intentó hacerse con todo el poder. Sima Yi fingió estar enfermo y se retiró de la vida pública, y sus dos hijos pronto hicieron lo mismo. Naturalmente, se trataba de un plan de la familia Sima para parecer débiles, de manera que XiShuang se dejase llevar por una falsa sensación de seguridad.
Un día que XiShuang estaba ausente, Sima Yi irrumpió en la Corte imperial junto con sus hijos y seguidores e hizo una protesta oficial contra XiShuang directamente al Emperador. Poco después, XiShuang fue despojado de su poder y finalmente fue ejecutado. A Sima Yi se le concedió el título de primer ministro y se alzó con el poder de manera eficaz.
Tras la muerte de Sima Yi, a su primogénito Sima Shi se le concedió el rango de general jefe y a su segundo hijo Sima Zhao también se le otorgó el rango de general. Juntos tenían total autoridad sobre el poder militar de Wei. El emperador XiFang pronto empezó a temer a los hermanos e intentó despojarles del poder.
Sin embargo, la conspiración fue rápidamente descubierta y XiFang fue obligado a abdicar en favor del nieto de XiPi, XiMao. La familia Sima tenía entonces total autoridad sobre la Corte imperial, pero se enfrentaban a numerosos detractores y rebeliones. Aunque Sima Shi emprendió una campaña para sofocar estos levantamientos, caería enfermo y moriría a temprana edad.
El emperador XiMao estaba abatido por no ser más que una mera marioneta de la familia Sima y creó un ejército propio para combatirlos. Sin embargo, XiMao fue pronto asesinado por los seguidores de Sima Zhao. Sima Zhao nombró a XiHuan quinto emperador de Wei y se autoproclamó primer ministro.
Tras recuperar cierto orden interno, Sima Zhao buscaba ahora una campaña definitiva contra el Reino Shu. Primero Zhong Hui ocupó con éxito Han Zhong, después Gaozong de Song atacó por sorpresa la indefensa capital de Chengdu mientras Zhong Hui contenía al ejército de Shu en Jiange, con lo que el emperador Liu Shan (o Liu Chan) se rindió de inmediato. Shu había caído con un esfuerzo mínimo.
Tras la caída del Reino Shu, Sima Zhao recibió el título de "Rey de Jin". Al año siguiente, Sima Zhao sucumbió a la enfermedad y nombró a su primogénito Sima Yan su sucesor.Al tomar posesión del título de Rey de Jin, Sima Yan había llegado casi a la cima de la jerarquía imperial, pero aún no estaba satisfecho.
Sima Yan presionó al inútil emperador XiHuan para que abdicase y usurpó el trono imperial. En el año 265 de nuestra era, la dinastía Wei dio paso a la dinastía Jin, 45 años después de que Wei recibiera la soberanía de la dinastía Han.